# Robert Arboleda
Robert Abel Arboleda Escobar (Esmeraldas, 1991. október 22. –) ecuadori válogatott labdarúgó, a brazil São Paulo hátvédje.
A válogatott tagjaként részt vett a 2016-os Copa Américán.

## Statisztika

### A válogatottban
| Válogatott | Év       | Pályára lépés | Gól |
| ---------- | -------- | ------------- | --- |
| Ecuador    | 2016     | 1             | 0   |
| Ecuador    | 2017     | 6             | 1   |
| Ecuador    | 2018     | 4             | 0   |
| Ecuador    | 2019     | 5             | 0   |
| Ecuador    | 2020     | 4             | 1   |
| Ecuador    | 2021     | 9             | 0   |
| Ecuador    | 2022     | 3             | 0   |
| Összesen   | Összesen | 32            | 2   |

#### Góljai a válogatottban
| # | Időpont            | Helyszín                                    | Ellenfél | Gólok | Eredmény | Kiírás               |
| - | ------------------ | ------------------------------------------- | -------- | ----- | -------- | -------------------- |
| 1 | 2017. február 22.  | Estadio George Capwell, Guayaquil, Ecuador  | Honduras | 2–1   | 3–1      | Barátságos mérkőzés  |
| 2 | 2020. november 17. | Estadio Rodrigo Paz Delgado, Quito, Ecuador | Kolumbia | 1–0   | 6–1      | 2022-es VB-selejtező |